# Мартиролог
Мартироло́г (тж. мартироло́гий, мартироло́гия; от греч. μάρτυς — свидетель; греч. μαρτύριον — доказательство) — список признанных святых (вопреки названию, не обязательно только мучеников), имена которых приводятся в календарном порядке в соответствии с датой их мученичества (то есть «днями рождения» к новой жизни). Обычно термин используется применительно к католической церкви, применительно к православной церкви используют термин святцы.
Мартирологи призваны облегчить запоминание дней, в которые осуществлялось ежегодное церковное поминовение того или иного мученика, и, как правило, наряду с датой кончины, содержали краткие сведения об обстоятельствах его мученической смерти. В исторических церквях, где мученики являются объектами религиозного почитания и выступают в роли посредников между Богом и человеком, мартирологи играют важнейшую роль.
Самые ранние из известных нам мартирологов — римский Мартиролог Иеронима и календари мучеников, карфагенский и константинопольский, — содержали имена местночтимых мучеников. Папа Григорий XIII (1572—1585) распорядился составить общецерковный, так называемый Римский мартиролог, а последующие папы пересматривали и дополняли его.
В дальнейшем понятие «мартиролог» стало использоваться в более широком, переносном значении. В настоящее время в публицистике это слово часто используется для обозначения перечня лиц, подвергшихся преследованиям или страданиям, а также перечня пережитых кем-либо страданий, фактов преследования и т. п.